# Diplycosia lancifolia
Diplycosia lancifolia là một loài thực vật có hoa trong họ Thạch nam. Loài này được Ridl. mô tả khoa học đầu tiên năm 1903.